# 本田HR-V
本田HR-V是一款由本田技研工業生產的次緊湊型SUV。第一代以本田Logo為基礎開發，1999年至2006年間在日本和部份東南亞市場銷售。第二代HR-V以第三代本田Fit為基礎，2015年開始在北美、澳洲、巴西和部份東南亞市場銷售。第二代本田HR-V的規格基本上和2013年末開始在日本國內銷售的本田Vezel一致。
根據本田歷史網站的說法，HR-V代表Hi-rider Revolutionary Vehicle。HR-V是為了滿足小型車用戶對於SUV優點的需求（特别是較大的CR-V），如增加的貨物空間、更好的視野，同時也有更好的操控性、性能和能效。

## 第一代（1999年–2006年）
第一代HR-V以本田Logo的超迷你平台為基礎，相對於CR-V則是以Civic平台為基礎。

## 第二代（2014年–2022年）
第二代本田HR-V 在2014年紐約車展以概念車的型式發表。量產車型當年稍後在洛杉磯車展發表。它和本田Fit共用平台，大體上和2013年開始在日本銷售的本田Vezel相同。HR-V比CR-V和Pilot都小，使得本田在Element停產後再次在CUV區塊同時有三種車型供給。
美國市場的HR-V和Fit一樣在本田的墨西哥塞拉亞工廠生產，2015年5月開始以2016年式銷售。動力是一具 1.8 升SOHC i-VTEC直四引擎，搭配類似Civic的CVT變速箱或六速手排變速箱。
HR-V的車體有27%使用780、980、或 1500MPa的超高強度鋼材。
泰國
泰國市場的HR-V從2014年11月開始銷售。動力是1.5升或1.8升的直四引擎，分為EL、E和S 三型號。2015年銷售擴展到其他亞洲市場。
巴西
巴西市場的HR-V在聖保羅工廠組裝，2015年開始以 2016年式銷售。
中國
在中國，廣汽本田以中文名「缤智」及英文名 Vezel銷售。東風本田以XR-V為名銷售，前後造型與HR-V不同，其餘設計大體相同。2015年开始销售。引擎动力使用是1.5升自然进气DOHC直列4汽缸L15B、L15B5引擎，1.8升自然进气SOHC直列4汽缸R18Z7、R18ZA引擎。變速箱匹配是CVT变速箱和六速手动变速箱。2019年后期改款车型新增Honda SENSING本田安全超感系统（智能型安全主動防護系統）及1.5升涡轮增压DOHC直列4汽缸L15B3、L15BS引擎。
臺灣
臺灣本田2016年10月18日正式發表HR-V，分為VTi, VTi-S 和 S三個級距販售，皆使用1.8升SOHC直列4汽缸R18Z9引擎。
2017年HR-V臺灣年度銷售13,399輛，2017年度國產休旅車級距銷售冠軍。
2018年9月1日臺灣本田公司限時推出「HR-V 安全躍進版」。
2019年5月14日臺灣本田正式發表全新跨界跑旅All NEW HR-V，為HR-V於臺灣販售以來首次小改款。            販售編成也調整為VTi-S、S 兩級距；販售定價分別為新臺幣77.7萬元、84萬元。在主被動安全部份，全車系搭載九大主動安全系統、G-CON高剛性鋼骨防護車體結構、6具SRS輔助氣囊。至於臺灣消費者期待改款後新增的Honda SENSING智慧安全主動防護系統及1.5升渦輪進氣引擎L15C VTC Turbo，則未列入本次改款當中。

### 安全性
| 整體：         | 5/5stars |
| 前方撞擊駕駛： | 4/5stars |
| 前方撞擊乘客： | 4/5stars |
| 側方撞擊駕駛： | 5/5stars |
| 側方撞擊乘客： | 5/5stars |
| 側方立柱撞擊： | 5/5stars |
| 翻滾：         | / 15.3%  |

## 第三代（2021年至今）
第三代HR-V針對不同市場分為兩種車型，全球車型「RV」在2021年推出，在日本、泰國、印尼、馬來西亞、巴西、台灣、中國與巴基斯坦生產，並在歐洲市場銷售。北美市場則是更大型號的車款「RZ」，以滿足美國客戶的不同需求，北美以外區域則以本田ZR-V銷售。

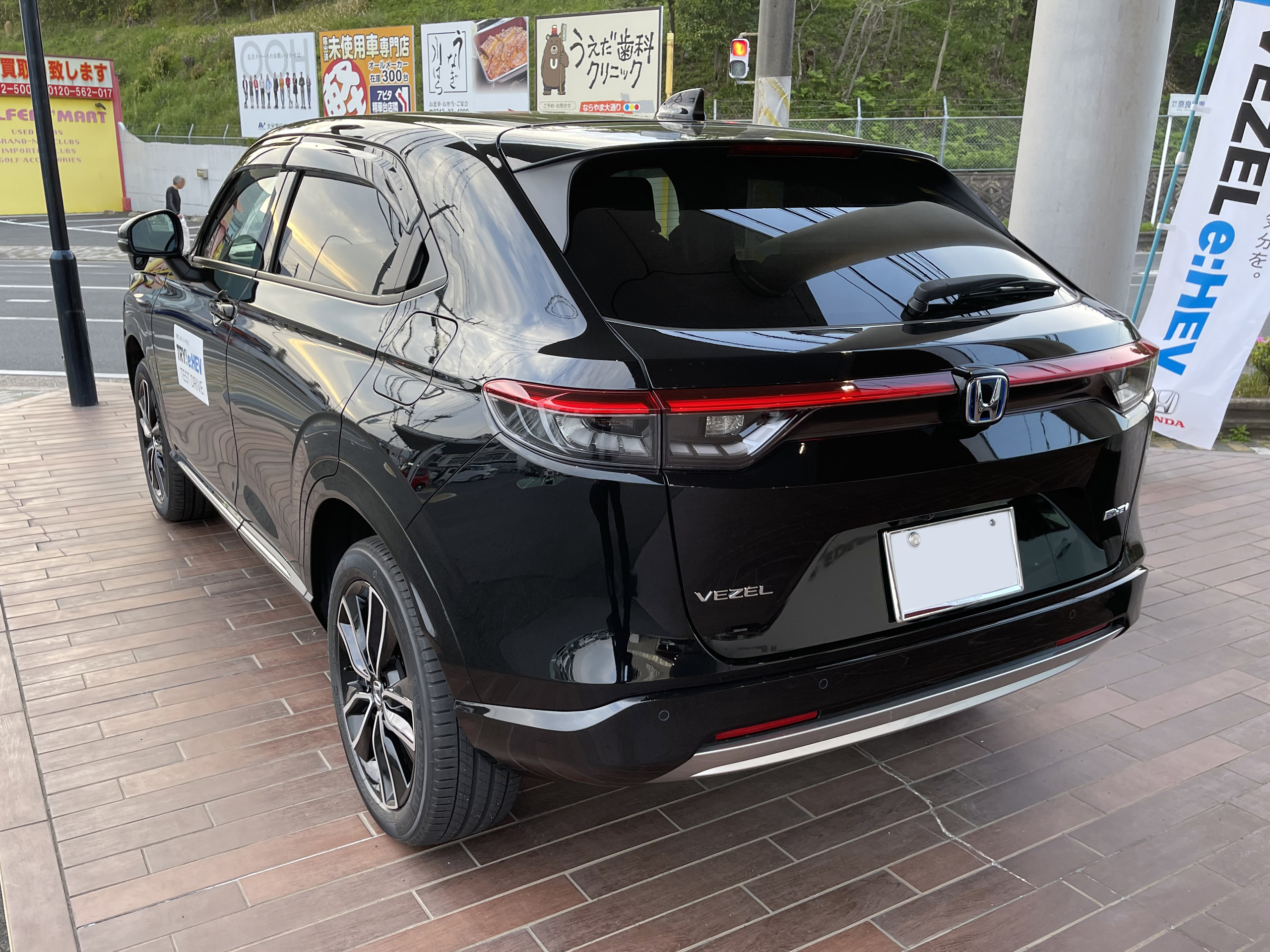
車尾

## 銷售量
| 年份 | 日本   | 美國    | 台灣   |
| ---- | ------ | ------- | ------ |
| 2014 | 96,029 |         |        |
| 2015 | 71,021 | 41,969  |        |
| 2016 | 73,889 | 82,041  | 2,648  |
| 2017 | 64,332 | 94,034  | 13,398 |
| 2018 | 59,629 | 85,494  | 10,157 |
| 2019 | 55,886 | 99,104  | 9,244  |
| 2020 | 32,931 | 84,027  | 7,999  |
| 2021 | 52,669 | 137,090 | 4,579  |
| 2022 | 50,736 | 115,416 | 4,558  |
| 2023 | 59,187 | 122,206 | 7,234  |
| 2024 | 75,424 | 151,468 | 6,535  |